# Западноафрикански горбили
Западноафриканските горбили (Pseudotolithus) са род актиноптери от семейство Минокопови (Sciaenidae).
Таксонът е описан за пръв път от Питер Блекер през 1863 година.

## Видове
- Pseudotolithus elongatus – Големоопашат горбил
- Pseudotolithus senegalensis – Сенегалски горбил
- Pseudotolithus senegallus
- Pseudotolithus typus